# Fiorella Cueva Uribe
Fiorella Francesca Cueva Uribe es una levantadora de pesas de nacionalidad peruana, nació el 4 de febrero de 1998 en la ciudad de Lima, Perú. Cueva, inició su carrera deportista en el colegio CEDE (Centro Educativo Deportivo Experimental).  Friorella pertenece al Programa de Apoyo al Deportista (PAD) del Instituto Peruano del Deporte (IPD),

### Inicios
Para su postulación debía aspirar a 7 disciplinas deportivas distintas. En este lugar es donde el profesor Eduardo Partolongo reconoció en ella condiciones para el levantamiento de pesas. En este colegio estuvo dos años y después partió a la selección de Chiclayo.

### Juegos Olímpicos
En los Juegos Olímpicos Río 2016 fue la primera en conseguir una medalla de bronce mundial para Perú en la disciplina levantamiento de pesas juvenil, siendo un hito histórico para su país.  En total, ganó en sexta posición con 149 kilos y un arranque de 65 kilos en la especialidad de envión, es decir que, de un solo tirón levantó la pesa desde el suelo hasta encima de su cabeza.  Finalmente, en su último intento de 67 kg,deja caer la barra por detrás de su cabeza, lo que le provocó una inflamación en su codo, debido a esto, fue eliminada en levantamiento de pesas de ese año. 

### Juegos Panamericanos
En los Juegos Panamericanos  2019, compitió con 49 kilos.

### Open Argentina
Fiorella cueva, en Open Argentina 2019 obtuvo 3 medallas, una de oro y dos de plata. En ello, logró batir su récord nacional en envión tras levantar 99 kg.

### Campeonatos del mundo
Participó del campeonato mundial de Halterofilia de 2017, con un peso de 48 kilos y envión de 90 kg. Y el año 2019, con un peso de 49 kilos y envión de 93 kg. 